# Oï, pri loujkou, pri loujke
Clip vidéo
[vidéo] « Le Chœur des Cosaques du Kouban – Oj, pri lujku, pri lujke », sur YouTube
[vidéo] « L'ensemble "Anneau d'or" – Oj, pri lujku, pri, lujke », sur YouTube
Oï, pri loujkou, pri loujke (en russe : Ой, при лужку, при лужке, en français : Comme dans le pré, dans le pré) est une célèbre chanson traditionnelle folklorique cosaque. Ses versions ont été publiées dans les deux langues : russe et ukrainien. Certaines d'entre elles sont aujourd'hui bien connues.

## Histoire
Comme écrit un chercheur, les romances littéraires ont commencé à remplacer les vraies chansons folkloriques et les vieilles chansons de la campagne russe. Ce processus est engagé au XIXe siècle et se poursuit encore. L'une de ces chansons folkloriques « nouvelles » était « Sur le pré ». Elle est souvent chantée lors des épousailles et est parfois qualifiée de « chant rituel ».

### Dans l'Extrême-Orient russe et en Sibérie
La chanson est bien connue en Sibérie parmi les Ukrainiens, les Russes et d'autres peuples russophones (par exemple, les colons d'Oudmourtie), tant dans les villes que dans les campagnes,. Entre 2010 et 2020, certains folkloristes ont écrit plusieurs échantillons de son texte, obtenus dans les campagnes de Priamourié,.

## Sujet
Un jeune homme attrape son destrier dans un champ et, apres-cela, le conduit chez sa fiancée. Il y rencontre la mère de celle-ci qui l'invite à entrer dans la maison. Il cherche sa fiancée et, lorsqu'ils se rencontrent, la jeune fille le serre dans ses bras et l'embrasse.